# Matthias Josef Raffauf
Matthias Josef Raffauf (* 5. April 1798 in Koblenz; † 14. April 1873 in Wolken (bei Koblenz)) war ein deutscher Gutsbesitzer und Politiker.

## Leben
Raffauf war der Sohn des Tuchhändlers Georg Josef Raffauf (* 22. Februar 1768 in Vallendar; † 16. Februar 1833 in Koblenz) und seiner Ehefrau Maria Veronika geborene Hasslacher (* 6. April 1775 in Koblenz; † 22. März 1837 ebenda). Sein Bruder Jakob Raffauf (* 10. August 1799 in Koblenz; † 5. Oktober 1876 ebenda) wurde stellvertretender Abgeordneter im Provinziallandtag der Rheinprovinz und Mitglied des preußischen Abgeordnetenhauses. Er war katholisch und heiratete 1826 in Koblenz Amalie Zeil(l)er (* 30. Januar 1807 in Simmern; † 12. Oktober 1880 in Wolken).
Raffauf lebte als Gutsbesitzer in Wolken. 1823 war er Mitglied der Koblenzer Casino-Gesellschaft. 1841 wurde er als stellvertretender Abgeordneter im Provinziallandtag der Rheinprovinz einberufen und nahm am Landtag teil. Von 1843 bis 1845 war er ordentlicher Abgeordneter auf dem Rheinischen Provinziallandtag für den Stand der Landgemeinden im Regierungsbezirk Koblenz. 1847 war er Mitglied des Ersten und 1848 des Zweiten Vereinigten Landtags. 1848 wurde er als Abgeordneter des Wahlkreises Koblenz in die Preußische Nationalversammlung gewählt. 